# Großer Preis von Japan 2005
Der Große Preis von Japan 2005 (offiziell 2005 Formula One Fuji Television Japanese Grand Prix) fand am 25. September auf dem Suzuka International Racing Course in Suzuka statt und war das 18. Rennen der Formel-1-Weltmeisterschaft 2005.

## Berichte

### Hintergrund
Nach dem Großen Preis von Brasilien stand Fernando Alonso als Weltmeister fest. Er führte in der Fahrerwertung uneinholbar mit 23 Punkten vor Kimi Räikkönen und mit 57 Punkten vor Michael Schumacher. In der Konstrukteurswertung führte McLaren-Mercedes mit zwei Punkten vor Renault und mit 66 Punkten vor Ferrari. Bei noch zwei ausbleibenden Rennen entschied sich demnach die Meisterschaft zwischen McLaren-Mercedes und Renault.
Mit Michael Schumacher (sechsmal) und Rubens Barrichello (einmal) traten zwei ehemalige Sieger zu diesem Grand Prix an.

### Training
Die letzten sechs Teams der Konstrukteursmeisterschaft 2004 waren berechtigt am Freitag im freien Training ein drittes Auto einzusetzen. Diese Fahrer fuhren am Freitag, traten aber weder im Qualifying noch im Rennen an. Pedro de la Rosa (McLaren-Mercedes), Vitantonio Liuzzi (Red Bull), Ricardo Zonta (Toyota) und Sakon Yamamoto (Jordan-Toyota) nahmen in dieser Funktion an den Freitagstrainings teil.
Im ersten freien Training am Freitag war de la Rosa mit 1:30,532 Minuten Schnellster vor Zonta und Jenson Button. Im zweiten freien Training am Freitag fuhr Zonta dann mit 1:30,682 Minuten die schnellste Zeit vor Michael Schumacher und de la Rosa.
Im dritten freien Training am Samstag war Michael Schumacher mit 1:46,543 Minuten vorne, gefolgt von Räikkönen und Juan Pablo Montoya. Im vierten und letzten freien Training am Samstag fuhr Giancarlo Fisichella dann in 1:50,136 Minuten wieder die schnellste Runde vor Narain Karthikeyan und Ralf Schumacher.

### Qualifying
Das Qualifying fand unter nassen Bedingungen statt. Ralf Schumacher kam am besten zurecht und sicherte sich seine sechste Pole-Position. Dies war seine erste Pole seit dem Großer Preis von Kanada 2004 und die letzte seiner Karriere. Es folgten Button und Fisichella. Überraschend weit hinten waren die vier in der Meisterschaft führenden Piloten Michael Schumacher (P14), Alonso (P16), Räikkönen (P17) und Montoya (P18).

### Rennen
Nach dem Start konnte Ralf Schumacher seine Führung vor Fisichella und Button behalten, während Takuma Satō und Barrichello von der Strecke abkamen und kollidierten. Der Brasilianer erlitt hierbei einen Reifenschaden links hinten. In der Zwischenzeit machten Alonso, Michael Schumacher und Räikkönen einige Positionen gut. Gegen Ende der ersten Runde wurde ein Safety-Car eingesetzt, als Jacques Villeneuve und Montoya kollidierten.
Nachdem Ralf Schumacher einen Boxenstopp einlegte, fiel er auf die achte Position zurück, während Fisichella die Führung übernahm. Hinter Fisichella machten Alonso und Räikkönen Druck auf Michael Schumacher. Alonso, der mit dem leichtesten Auto des Trios unterwegs war, ging in Runde 20 mit einem Manöver in der 130R-Kurve außen an Michael Schumacher vorbei und anschließend an die Box. Michael Schumacher und Räikkönen kämpften vor ihrem Boxenstopp noch ein paar Runden lang weiter und kamen beide vor David Coulthard und Alonso wieder auf die Strecke. Einige Runden später überholte Räikkönen Michael Schumacher und schloss zu Button und Mark Webber auf. Alonso überholte Michael Schumacher zum zweiten Mal und begann nun, Räikkönen, der hinter Webber und Button feststeckte, einzuholen. Fisichella galt immer noch als Favorit auf den Sieg, da er nun 20 Sekunden vor der Verfolgergruppe lag. Alonso, der wieder mit weniger Gewicht unterwegs war, musste früher an die Box als der Rest des Feldes. Fisichella kam als Nächster an die Box und reihte sich direkt hinter Button, Webber und Räikkönen ein.
Anschließend konnte Webber Button in der Box überholen. Beide kamen vor Alonso heraus. Räikkönen lag nach seinem Boxenstopp 5 Sekunden hinter Fisichella und war dabei, den Renault zu überholen. In der Zwischenzeit ging Alonso an Button und Webber vorbei und lag somit auf den dritten Platz. Auf der Strecke war Räikkönen nun direkt hinter dem Führenden Fisichella. In der letzten Runde kam Räikkönen an Fisichella vorbei und gewann das Rennen. Dritter wurde Alonso vor Webber, Button, Coulthard, Michael Schumacher und Ralf Schumacher, der nach seiner Pole-Position auf einem enttäuschenden achten Platz ins Ziel kam. Nach dem Rennen wurde Satō nach einer früheren Kollision mit Jarno Trulli disqualifiziert.
Für Räikkönen war es der neunte Sieg seiner Karriere, davon der siebte in dieser Saison.
Der Vorsprung von Alonso verkleinerte sich auf Räikkönen in der Gesamtwertung auf 19 Punkte. Renault übernahm bei der Konstrukteurswertung wieder die Führung, zwei Punkte vor McLaren-Mercedes.

## Meldeliste
| Team                       | Nr. | Fahrer               | Chassis        | Motor                 | Reifen |
| -------------------------- | --- | -------------------- | -------------- | --------------------- | ------ |
| Scuderia Ferrari Marlboro  | 01  | Michael Schumacher   | Ferrari F2005  | Ferrari 3.0 V10       | B      |
| Scuderia Ferrari Marlboro  | 02  | Rubens Barrichello   | Ferrari F2005  | Ferrari 3.0 V10       | B      |
| Lucky Strike BAR Honda     | 03  | Jenson Button        | BAR 007        | Honda 3.0 V10         | M      |
| Lucky Strike BAR Honda     | 04  | Takuma Satō          | BAR 007        | Honda 3.0 V10         | M      |
| Mild Seven Renault F1 Team | 05  | Fernando Alonso      | Renault R25    | Renault 3.0 V10       | M      |
| Mild Seven Renault F1 Team | 06  | Giancarlo Fisichella | Renault R25    | Renault 3.0 V10       | M      |
| BMW-Williams F1 Team       | 07  | Mark Webber          | Williams FW27  | BMW 3.0 V10           | M      |
| BMW-Williams F1 Team       | 08  | Antonio Pizzonia     | Williams FW27  | BMW 3.0 V10           | M      |
| West McLaren-Mercedes      | 09  | Kimi Räikkönen       | McLaren MP4-20 | Mercedes-Benz 3.0 V10 | M      |
| West McLaren-Mercedes      | 10  | Juan Pablo Montoya   | McLaren MP4-20 | Mercedes-Benz 3.0 V10 | M      |
| West McLaren-Mercedes      | 35  | Pedro de la Rosa     | McLaren MP4-20 | Mercedes-Benz 3.0 V10 | M      |
| Sauber Petronas            | 11  | Jacques Villeneuve   | Sauber C24     | Petronas 3.0 V10      | M      |
| Sauber Petronas            | 12  | Felipe Massa         | Sauber C24     | Petronas 3.0 V10      | M      |
| Red Bull Racing            | 14  | David Coulthard      | Red Bull RB1   | Cosworth 3.0 V10      | M      |
| Red Bull Racing            | 15  | Christian Klien      | Red Bull RB1   | Cosworth 3.0 V10      | M      |
| Red Bull Racing            | 37  | Vitantonio Liuzzi    | Red Bull RB1   | Cosworth 3.0 V10      | M      |
| Panasonic Toyota Racing    | 16  | Jarno Trulli         | ToyotaTF105    | Toyota 3.0 V10        | M      |
| Panasonic Toyota Racing    | 17  | Ralf Schumacher      | ToyotaTF105    | Toyota 3.0 V10        | M      |
| Panasonic Toyota Racing    | 38  | Ricardo Zonta        | ToyotaTF105    | Toyota 3.0 V10        | M      |
| Jordan Grand Prix          | 18  | Tiago Monteiro       | Jordan EJ15    | Toyota 3.0 V10        | B      |
| Jordan Grand Prix          | 19  | Narain Karthikeyan   | Jordan EJ15    | Toyota 3.0 V10        | B      |
| Jordan Grand Prix          | 39  | Sakon Yamamoto       | Jordan EJ15    | Toyota 3.0 V10        | B      |
| Minardi F1 Team            | 20  | Robert Doornbos      | Minardi PS05   | Cosworth 3.0 V10      | B      |
| Minardi F1 Team            | 21  | Christijan Albers    | Minardi PS05   | Cosworth 3.0 V10      | B      |

Anmerkungen
1. 1 2 3 4  Nahm nur am Freitagstraining teil.

## Klassifikationen

### Qualifying
| Pos. | Fahrer               | Konstrukteur      | Zeit       | Start |
| ---- | -------------------- | ----------------- | ---------- | ----- |
| 01   | Ralf Schumacher      | Toyota            | 1:46,106   | 01    |
| 02   | Jenson Button        | BAR-Honda         | 1:46,141   | 02    |
| 03   | Giancarlo Fisichella | Renault           | 1:46,276   | 03    |
| 04   | Christian Klien      | Red Bull-Cosworth | 1:46,464   | 04    |
| 05   | Takuma Satō          | BAR-Honda         | 1:46,841   | 05    |
| 06   | David Coulthard      | Red Bull-Cosworth | 1:46,892   | 06    |
| 07   | Mark Webber          | Williams-BMW      | 1:47,233   | 07    |
| 08   | Jacques Villeneuve   | Sauber-Petronas   | 1:47,440   | 08    |
| 09   | Rubens Barrichello   | Ferrari           | 1:48,248   | 09    |
| 10   | Felipe Massa         | Sauber-Petronas   | 1:48,278   | 10    |
| 11   | Narain Karthikeyan   | Jordan-Toyota     | 1:48,718   | 11    |
| 12   | Antonio Pizzonia     | Williams-BMW      | 1:48,898   | 12    |
| 13   | Christijan Albers    | Minardi-Cosworth  | 1:50,843   | 13    |
| 14   | Michael Schumacher   | Ferrari           | 1:52,676   | 14    |
| 15   | Robert Doornbos      | Minardi-Cosworth  | 1:52,894   | 15    |
| 16   | Fernando Alonso      | Renault           | 1:54,667   | 16    |
| 17   | Kimi Räikkönen       | McLaren-Mercedes  | 2:02,309   | 17    |
| 18   | Juan Pablo Montoya   | McLaren-Mercedes  | keine Zeit | 18    |
| 19   | Jarno Trulli         | Toyota            | keine Zeit | 19    |
| 20   | Tiago Monteiro       | Jordan-Toyota     | keine Zeit | 20    |

Anmerkungen
1. 1 2 3  Montoya, Trulli und Monteiro wurde erlaubt zu starten, da sie im freien Training ausreichend schnell fuhren.
2. ↑  Trulli musste aus der Boxengasse starten, da an seinem Wagen Teile ausgetauscht wurden, als er unter Parc-fermé-Bedingungen stand.

### Rennen
| Pos. | Fahrer               | Konstrukteur      | Runden | Stopps | Zeit        | Start | Schnellste Runde |
| ---- | -------------------- | ----------------- | ------ | ------ | ----------- | ----- | ---------------- |
| 1    | Kimi Räikkönen       | McLaren-Mercedes  | 53     | 2      | 1:29:02,212 | 17    | 1:31,540 (44.)   |
| 2    | Giancarlo Fisichella | Renault           | 53     | 2      | + 1,633     | 03    | 1:32,522 (19.)   |
| 3    | Fernando Alonso      | Renault           | 53     | 2      | + 17,456    | 16    | 1:31,599 (21.)   |
| 4    | Mark Webber          | Williams-BMW      | 53     | 2      | + 22,274    | 07    | 1:33,022 (21.)   |
| 5    | Jenson Button        | BAR-Honda         | 53     | 2      | + 29,507    | 02    | 1:32,754 (19.)   |
| 6    | David Coulthard      | Red Bull-Cosworth | 53     | 2      | + 31,601    | 06    | 1:33,023 (18.)   |
| 7    | Michael Schumacher   | Ferrari           | 53     | 2      | + 33,879    | 14    | 1:32,763 (25.)   |
| 8    | Ralf Schumacher      | Toyota            | 53     | 3      | + 49,548    | 01    | 1:32,795 (09.)   |
| 9    | Christian Klien      | Red Bull-Cosworth | 53     | 2      | + 51,925    | 04    | 1:33,499 (49.)   |
| 10   | Felipe Massa         | Sauber-Petronas   | 53     | 2      | + 57,509    | 10    | 1:33,232 (43.)   |
| 11   | Rubens Barrichello   | Ferrari           | 53     | 3      | + 1:00,633  | 09    | 1:33,133 (52.)   |
| 12   | Jacques Villeneuve   | Sauber-Petronas   | 53     | 1      | + 1:13,221  | 08    | 1:33,288 (50.)   |
| 13   | Tiago Monteiro       | Jordan-Toyota     | 52     | 2      | + 1 Runde   | 20    | 1:35,458 (17.)   |
| 14   | Robert Doornbos      | Minardi-Cosworth  | 51     | 2      | + 2 Runden  | 15    | 1:36,574 (50.)   |
| 15   | Narain Karthikeyan   | Jordan-Toyota     | 51     | 3      | + 2 Runden  | 11    | 1:35,887 (11.)   |
| 16   | Christijan Albers    | Minardi-Cosworth  | 49     | 2      | + 4 Runden  | 13    | 1:36,039 (33.)   |
| –    | Antonio Pizzonia     | Williams-BMW      | 9      | 0      | DNF         | 12    | 1:36,711 (09.)   |
| –    | Jarno Trulli         | Toyota            | 9      | 0      | DNF         | Box   | 1:37,428 (09.)   |
| –    | Juan Pablo Montoya   | McLaren-Mercedes  | 0      | 0      | DNF         | 18    | –                |
| DSQ  | Takuma Satō          | BAR-Honda         | 52     | 2      | + 1 Runde   | 05    | 1:34,186 (28.)   |

Anmerkungen
1. ↑  Satō wurde nach dem Rennen wegen einer Kollision mit Trulli disqualifiziert.

## WM-Stände nach dem Rennen
Die ersten acht eines Rennens bekamen 10, 8, 6, 5, 4, 3, 2 bzw. 1 Punkt(e).

### Fahrerwertung
| Pos. | Fahrer               | Konstrukteur      | Punkte |
| ---- | -------------------- | ----------------- | ------ |
| 01   | Fernando Alonso      | Renault           | 123    |
| 02   | Kimi Räikkönen       | McLaren-Mercedes  | 104    |
| 03   | Michael Schumacher   | Ferrari           | 62     |
| 04   | Juan Pablo Montoya   | McLaren-Mercedes  | 60     |
| 05   | Giancarlo Fisichella | Renault           | 53     |
| 06   | Jarno Trulli         | Toyota            | 43     |
| 07   | Ralf Schumacher      | Toyota            | 39     |
| 08   | Rubens Barrichello   | Ferrari           | 38     |
| 09   | Jenson Button        | BAR-Honda         | 36     |
| 10   | Mark Webber          | Williams-BMW      | 34     |
| 11   | Nick Heidfeld        | Williams-BMW      | 28     |
| 12   | David Coulthard      | Red Bull-Cosworth | 24     |
| 13   | Jacques Villeneuve   | Sauber-Petronas   | 9      |

| Pos. | Fahrer             | Konstrukteur      | Punkte |
| ---- | ------------------ | ----------------- | ------ |
| 14   | Felipe Massa       | Sauber-Petronas   | 8      |
| 15   | Tiago Monteiro     | Jordan-Toyota     | 7      |
| 16   | Alexander Wurz     | McLaren-Mercedes  | 6      |
| 17   | Narain Karthikeyan | Jordan-Toyota     | 5      |
| 18   | Christian Klien    | Red Bull-Cosworth | 5      |
| 19   | Christijan Albers  | Minardi-Cosworth  | 4      |
| 20   | Pedro de la Rosa   | McLaren-Mercedes  | 4      |
| 21   | Patrick Friesacher | Minardi-Cosworth  | 3      |
| 22   | Antonio Pizzonia   | Williams-BMW      | 2      |
| 23   | Takuma Satō        | BAR-Honda         | 1      |
| 24   | Vitantonio Liuzzi  | Red Bull-Cosworth | 1      |
| 25   | Robert Doornbos    | Minardi-Cosworth  | 0      |
| –    | Anthony Davidson   | BAR-Honda         | 0      |

### Konstrukteurswertung
| Pos. | Konstrukteur     | Punkte |
| ---- | ---------------- | ------ |
| 01   | Renault          | 176    |
| 02   | McLaren-Mercedes | 174    |
| 03   | Ferrari          | 100    |
| 04   | Toyota           | 82     |
| 05   | Williams-BMW     | 64     |

| Pos. | Konstrukteur      | Punkte |
| ---- | ----------------- | ------ |
| 06   | BAR-Honda         | 37     |
| 07   | Red Bull-Cosworth | 30     |
| 08   | Sauber-Petronas   | 17     |
| 09   | Jordan-Toyota     | 12     |
| 10   | Minardi-Cosworth  | 7      |